# Giro de la Liguria
El Giro de la Liguria (oficialmente: Giro della Liguria) fue una carrera ciclista profesional por etapas italiana que se disputaba en la región de La Liguria, en el mes de febrero.
Fue creada en 2001 con el nombre de Giro Riviera Ligure Ponente en la categoría 2.4 ascendiendo al año siguiente a la categoría 2.3. En el 2003 adoptó el nuevo nombre de Giro della Liguria en categoría 2.3 disputándose su última edición un año después, en el 2004, en la categoría 1.3 (al convertirse a carrera de un día).
Casi siempre tuvo tres etapas, excepto en la del 2003 que hubo tres con un doble sector; y la del 2004 en la que la primera se canceló, la segunda, ganada por Bo Hamburger, no contó oficialmente contándose como oficial solo la última como carrera de un día.

## Palmarés
| Año                         | Ganador         | Segundo           | Tercero          |
| --------------------------- | --------------- | ----------------- | ---------------- |
| Giro Riviera Ligure Ponente |                 |                   |                  |
| 2001                        | László Bodrogi  | Andrea Ferrigato  | Freddy González  |
| 2002                        | Paolo Bettini   | Fabio Sacchi      | Alberto Ongarato |
| Giro della Liguria          |                 |                   |                  |
| 2003                        | Danilo Di Luca  | Giuseppe Palumbo  | Wladimir Belli   |
| 2004                        | Filippo Pozzato | Crescenzo D'Amore | Fred Rodríguez   |

## Palmarés por países
| País    | Victorias |
| ------- | --------- |
| Italia  | 3         |
| Hungría | 1         |